# Brennan Boesch
Pour les articles homonymes, voir Boesch.
Brennan Philip Boesch (né le 12 avril 1985 à Santa Monica, Californie, États-Unis) est un joueur de champ extérieur des Ligues majeures de baseball.

## Carrière
Après des études secondaires à la Harvard-Westlake School (en), située dans le quartier de North Hollywood à Los Angeles, Brennan Boesch suit des études supérieures à l'université de Californie où il porte les couleurs des Golden Bears de 2004 à 2006.

### Tigers de Détroit
Il est repêché le 6 juin 2006 par les Tigers de Détroit au troisième tour de sélection. Il perçoit un bonus de 455 000 dollars à la signature de son premier contrat professionnel.

#### Saison 2010
Il passe quatre saisons en Ligues mineures avant d'effectuer ses débuts en Ligue majeure le 23 avril 2010. Il commence la saison 2010 en Triple-A avec les Toledo Mud Hens, mais rejoint l'effectif actif des Tigers le 23 avril à la suite d'une blessure de Carlos Guillén, et saisit sa chance. Il frappe un double sur la première balle de son premier passage au bâton au plus haut niveau. Boesch termine la partie à 2 sur 4.
Il est nommé recrue par excellence du mois de mai 2010 dans la Ligue américaine de baseball. Durant cette période, il a frappé dans une moyenne au bâton de,345 avec trois coups de circuit et 15 points produits. Il est aussi nommé meilleure recrue de juin dans l'Américaine, avec une moyenne au bâton de,337 durant la période, avec huit circuits et 23 points produits. Avec 14 circuits et 67 points produits en 2010, Boesch termine cinquième au vote de la recrue de l'année dans la Ligue américaine.
Boesch complète sa première saison avec 14 circuits, 67 points produits en 133 matchs.

#### Saison 2011
En 2011, il dispute 115 parties et frappe pour ,283 de moyenne au bâton avec 16 circuits et 54 points produits. Il aggrave en août une blessure au pouce subie plus tôt dans l'année et une opération en septembre vient mettre un terme à sa saison.

#### Saison 2012
La moyenne au bâton de Boesch baisse à ,240 pendant la saison 2012, durant laquelle il prend part à 132 parties. Il réussit 12 circuits et égale son total de points produits (54) de la saison précédente. Il est laissé de côté durant les séries éliminatoires où les Tigers remportent le championnat de la Ligue américaine.

### Yankees de New York
Libéré par Détroit le 13 mars 2013 pendant le camp d'entraînement, Boesch rejoint les Yankees de New York le 15 mars. Il joue 25 matchs du club en 2013, amassant 14 coups sûrs dont 3 circuits pour une moyenne au bâton de ,275.

### Angels de Los Angeles
Membre des Angels de Los Angeles en 2014, Boesch entre en jeu dans 27 parties et ne peut faire mieux qu'une moyenne au bâton de ,187 avec 14 coups sûrs, dont deux circuits, en 75 présences au bâton.

### Reds de Cincinnati
Boesch est invité à l'entraînement de printemps des Reds de Cincinnati en 2015. Il ne frappe que 13 coups sûrs en 51 matchs joués pour les Reds durant la saison qui suit.

### Red Sox de Boston
Le 12 janvier 2016, il signe chez les Red Sox de Boston et reçoit une invitation au prochain camp d'entraînement.

## Statistiques
| Saison | Équipe  | G   | AB  | R  | H   | 2B | 3B | HR | RBI | SB | BA    |
| ------ | ------- | --- | --- | -- | --- | -- | -- | -- | --- | -- | ----- |
| 2010   | Détroit | 133 | 464 | 49 | 119 | 26 | 3  | 14 | 67  | 7  | 0,256 |
| Totaux | Totaux  | 133 | 464 | 49 | 119 | 26 | 3  | 14 | 67  | 7  | 0,256 |

Note : G = Matches joués ; AB = Passages au bâton; R = Points ; H = Coups sûrs ; 2B = Doubles ; 3B = Triples ; 
HR = Coup de circuit ; RBI = Points produits ; SB = Buts volés ; BA = Moyenne au bâton.